# Laophontodes latissimus
Laophontodes latissimus är en kräftdjursart som beskrevs av Brady 1918. Laophontodes latissimus ingår i släktet Laophontodes och familjen Ancorabolidae. Inga underarter finns listade i Catalogue of Life.